# Phalacrocidaris
Phalacrocidaris is een geslacht van zee-egels uit de familie Cidaridae.

## Soorten
- Phalacrocidaris japonica (Döderlein, 1885)